# Relaciones Estados Unidos-Israel
Las relaciones entre Estados Unidos e Israel en la política exterior global de Estados Unidos en el Oriente Medio. El Congreso de los Estados Unidos otorga una importancia considerable al mantenimiento de una relación cercana y de apoyo. La principal expresión de respaldo a Israel ha sido la ayuda exterior que el Congreso de Estados Unidos vigila de cerca junto con otros temas en las relaciones bilaterales. Las preocupaciones del Congreso han afectado las políticas de los distintos gobiernos de los últimos 70 años.
"Las relaciones bilaterales han evolucionado a partir de una política estadounidense inicial de simpatía y apoyo a la creación de una patria judía en 1948 a una inusual asociación que vincula a una pequeña, pero militarmente poderosa, Israel, dependiente de Estados Unidos para su fortaleza económica y militar, con la superpotencia estadounidense que intenta equilibrar los intereses en competencia en la región. Algunos en Estados Unidos cuestionan los niveles de ayuda y compromiso general con Israel y argumentan que un sesgo estadounidense hacia Israel opera a expensas de una mejora en las relaciones de Estados Unidos con varios Estados árabes. Otros mantienen que el Estado democrático de Israel es un aliado estratégico y que las relaciones de Estados Unidos con Israel fortalecen la presencia de Estados Unidos en el Medio Oriente.” Israel es uno de los dos aliados importantes fuera de la OTAN de Estados Unidos en el Medio Oriente. Actualmente, existen siete aliados importantes extra-OTAN en el Gran Oriente Medio.

## Temprano reconocimiento del movimiento sionista
La creencia cristiana en el retorno de los judíos a la Tierra Santa tiene profundas raíces, que precedieron tanto al establecimiento del sionismo y a la formación del Estado de Israel. La Declaración Balfour de 1917 presentó y dio legitimidad al movimiento sionista. El Congreso de los Estados Unidos aprobó el 21 de septiembre de 1922 la primera resolución conjunta que declaraba su apoyo a la creación de una patria palestina para el pueblo judío. El 23 de septiembre, el Consejo de la Sociedad de Naciones aprobó la creación del Mandato Británico de Palestina.
Woodrow Wilson fue comprensivo con la situación difícil de los judíos en Europa. En 1919, sostuvo que la política estadounidense se dirigía a "consentir" en la Declaración Balfour, pero no apoyar oficialmente el sionismo. Tal política continuó hasta después de la Segunda Guerra Mundial.
Durante la guerra, las decisiones de política exterior estadounidense fueron a menudo movimientos y soluciones ad hoc dictaminadas por las demandas de la guerra. En la Conferencia de Biltmore en mayo de 1942, el movimiento sionista tomó una desviación fundamental de la política sionista tradicional con su demanda de "que Palestina sea establecida como una Mancomunidad Judía."
Al final de la Segunda Guerra Mundial,

la nueva era de la posguerra presenció una participación intensa de los Estados Unidos en los asuntos políticos y económicos del Medio Oriente, en contraste con la actitud no intervencionista característica del período de preguerra. Bajo el gobierno de Truman, los Estados Unidos debieron enfrentar y definir su política en los tres sectores que estipularon las causas profundas de los intereses estadounidenses en la región: la amenaza soviética, el nacimiento de Israel, y el petróleo".

## Reconocimiento del Estado de Israel
El 14 de mayo de 1948, los Estados Unidos se convirtió en el primer país en reconocer de facto del Estado de Israel, 11 minutos después de que Israel se declarara una nación independiente. Los anteriores presidentes de Estados Unidos, animados por el activo apoyo de grupos civiles, sindicatos, partidos políticos y miembros de las comunidades judías mundiales, apoyaron el concepto, aludido en la Declaración Balfour británica de 1917, de una patria judía. 

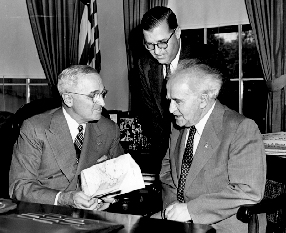
Reunión del presidente de Estados Unidos Harry S. Truman y del primer ministro israelí David Ben Gurion (izquierda) y Abba Eban (centro), 8 de mayo de 1951.

La decisión era todavía controvertida, con un importante desacuerdo entre Truman y el Departamento de Estado acerca de cómo manejar la situación. Truman era un partidario del movimiento sionista, mientras que el Secretario de Estado George Marshall temía que el apoyo estadounidense a un Estado judía perjudicaría las relaciones con el mundo musulmán, limitando el acceso al petróleo de Oriente Medio y desestabilizando la región. El 12 de mayo de 1948, en la Oficina Oval, Marshall dijo a Truman que votaría contra él en las próximas elecciones si Estados Unidos reconocía a Israel como Estado. Al final, Truman reconoció al Estado de Israel poco después de su declaración unilateral de independencia. El reconocimiento de iure tuvo lugar el 31 de enero de 1949.